# Carnaroli
Il Carnaroli è una varietà di riso a chicco lungo, selezionato per  qualità organolettiche e resistenza alla cottura.

## Storia
La storia del Carnaroli sembra iniziare negli anni 1939-1945, grazie all'incrocio tra il Vialone Nero  e il Lencino a seguito dei numerosi tentativi effettuati nelle risaie di Paullo di proprietà di Ettore de Vecchi. Non è chiaro se il lavoro di de Vecchi fosse stato coadiuvato da un genetista e supportato da Emiliano Carnaroli, allora commissario governativo dell'Ente Nazionale Risi. La denominazione pare legata al nome di un contadino che lavorava con il de Vecchi o al desiderio di intitolarlo all'omonimo dirigente dell'Ente Nazionale Risi.
La prima iscrizione della varietà Carnaroli al Registro Varietale è del 1974 con responsabile della conservazione in purezza Achille de Vecchi di Paullo, cugino dell'ibridatore Ettore.
Nel 1983, dopo che i compiti di conservazione furono passati all'Ente Nazionale Risi, venne reiscritto nel registro nazionale e il responsabile della conservazione in purezza divenne lo stesso Ente Nazionale Risi.

## Descrizione

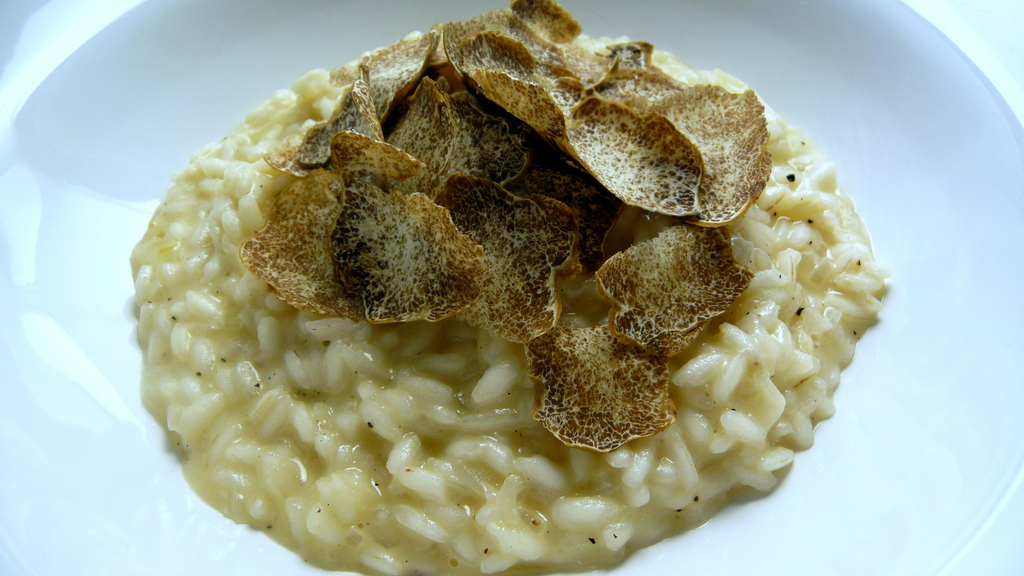
Riso Carnaroli con tartufo

È una varietà molto adatta alla produzione di risotto, grazie alla sua elevata capacità di assorbire i condimenti. È diverso dal più comune riso Arborio per il maggiore contenuto di amido, la consistenza più soda e il chicco più lungo. Il riso Carnaroli ha un'ottima resistenza alla cottura, perché presenta maggiori quantità di amilosio. Appartiene alla classe del riso "superfino" e spesso è chiamato "Re dei risi".
Come accade per altre note varietà di riso commercializzate in Italia (Baldo, Arborio, Rosa Marchetti), a causa della legge n. 325 del 18 marzo 1958 (e successivi aggiornamenti) sotto il nome Carnaroli possono essere vendute anche altre varietà di risi superfini (come ad esempio il Carnise o il Keope), dalle caratteristiche simili.
Si produce nei terreni coltivati a risaia della Lomellina, in Lombardia, nel delta del Po e anche in Piemonte.